# بازی‌های پان امریکن ۲۰۲۳
بازی‌های پان امریکن ۲۰۲۳ (اسپانیایی: Juegos Panamericanos de 2023‎) نوزدهمین دوره بازی‌های پان امریکن است که از ۲۰ اکتبر تا ۵ نوامبر ۲۰۲۳ در سانتیاگو، شیلی با حضور ۶٬۹۰۹ ورزشکار برگزار شده‌است.

## جدول مدال‌ها
*   کشور میزبان ( شیلی)
| رتبه           | NOC                                                    | طلا | نقره | برنز | مجموع |
| -------------- | ------------------------------------------------------ | --- | ---- | ---- | ----- |
| ۱              | ایالات متحده آمریکا                                    | ۱۲۴ | ۷۵   | ۸۷   | ۲۸۶   |
| ۲              | برزیل                                                  | ۶۶  | ۷۳   | ۶۶   | ۲۰۵   |
| ۳              | مکزیک                                                  | ۵۲  | ۳۸   | ۵۲   | ۱۴۲   |
| ۴              | کانادا                                                 | ۴۶  | ۵۵   | ۶۳   | ۱۶۴   |
| ۵              | کوبا                                                   | ۳۰  | ۲۲   | ۱۷   | ۶۹    |
| ۶              | کلمبیا                                                 | ۲۹  | ۳۸   | ۳۴   | ۱۰۱   |
| ۷              | آرژانتین                                               | ۱۷  | ۲۵   | ۳۳   | ۷۵    |
| ۸              | شیلی*                                                  | ۱۲  | ۳۱   | ۳۶   | ۷۹    |
| ۹              | پرو                                                    | ۱۰  | ۶    | ۱۶   | ۳۲    |
| ۱۰             | ونزوئلا                                                | ۸   | ۱۵   | ۲۱   | ۴۴    |
| ۱۱             | جمهوری دومینیکن                                        | ۸   | ۷    | ۱۷   | ۳۲    |
| ۱۲             | اکوادور                                                | ۷   | ۱۲   | ۱۷   | ۳۶    |
| ۱۳             | پورتوریکو                                              | ۳   | ۶    | ۱۱   | ۲۰    |
| ۱۴             | تیم ورزشکاران مستقل در بازی‌های بازی‌های پان امریکن ۲۰۲۳ | ۳   | ۴    | ۱۲   | ۱۹    |
| ۱۵             | اروگوئه                                                | ۲   | ۵    | ۳    | ۱۰    |
| ۱۶             | پاناما                                                 | ۲   | ۱    | ۵    | ۸     |
| ۱۷             | بولیوی                                                 | ۲   | ۱    | ۲    | ۵     |
| ۱۸             | کاستاریکا                                              | ۱   | ۱    | ۷    | ۹     |
| ۱۹             | السالوادور                                             | ۱   | ۱    | ۲    | ۴     |
| ۱۹             | ترینیداد و توباگو                                      | ۱   | ۱    | ۲    | ۴     |
| ۲۱             | پاراگوئه                                               | ۱   | ۰    | ۶    | ۷     |
| ۲۲             | جامائیکا                                               | ۱   | ۰    | ۵    | ۶     |
| ۲۳             | آروبا                                                  | ۰   | ۲    | ۱    | ۳     |
| ۲۴             | نیکاراگوئه                                             | ۰   | ۲    | ۰    | ۲     |
| ۲۵             | باهاما                                                 | ۰   | ۱    | ۲    | ۳     |
| ۲۵             | هائیتی                                                 | ۰   | ۱    | ۲    | ۳     |
| ۲۵             | گویان                                                  | ۰   | ۱    | ۲    | ۳     |
| ۲۸             | آنتیگوا و باربودا                                      | ۰   | ۱    | ۰    | ۱     |
| ۲۸             | سورینام                                                | ۰   | ۱    | ۰    | ۱     |
| ۳۰             | باربادوس                                               | ۰   | ۰    | ۲    | ۲     |
| ۳۱             | برمودا                                                 | ۰   | ۰    | ۱    | ۱     |
| ۳۱             | دومینیکا                                               | ۰   | ۰    | ۱    | ۱     |
| ۳۱             | سنت کیتس و نویس                                        | ۰   | ۰    | ۱    | ۱     |
| ۳۱             | هنگ کنگ                                                | ۰   | ۰    | ۱    | ۱     |
| مجموع (۳۴ NOC) | مجموع (۳۴ NOC)                                         | ۴۲۶ | ۴۲۶  | ۵۲۷  | ۱۳۷۹  |

## ورزش‌ها
- ورزش‌های آبی
  -  شنای موزون (۲) (جزئیات)
  -  شیرجه (۱۰) (جزئیات)
  -  شنا در آب‌های آزاد (۲) (جزئیات)
  -  شنا (۳۶) (جزئیات)
  -  واترپلو (۲) (جزئیات)
- تیراندازی با کمان (۱۰) (جزئیات)
- دو و میدانی (۴۸) (جزئیات)
- بدمینتون (۵) (جزئیات)
- بیسبال
  -  بیسبال (۱) (جزئیات)
  -  سافت‌بال (۱) (جزئیات)
- بسکتبال  (جزئیات) 
  -  بسکتبال (2)
  -  بسکتبال ۳ نفره (2)
- پیلوتای باسکی (۸) (جزئیات)
- بولینگ (۴) (جزئیات)
- بوکس (۱۳) (جزئیات)
- رقص بریک (۲) (جزئیات)
- قایقرانی  (جزئیات) 
  -  قایقرانی سرعت (10)
  -  قایقرانی اسلالوم (6)
- دوچرخه‌سواری  (جزئیات) 
  -  بی‌ام‌اکس نمایشی (2)
  -  دوچرخه‌سواری بی‌ام‌اکس (2)
  -  دوچرخه‌سواری کوهستان (2)
  -  دوچرخه‌سواری جاده (4)
  -  دوچرخه‌سواری پیست (12)
- سوارکاری  (جزئیات) 
  -  درساژ (2)
  -  اونتینگ (2)
  -  پرش با اسب (2)
- شمشیربازی (۱۲) (جزئیات)
- هاکی روی چمن (۲) (جزئیات)
- فوتبال (۲) (جزئیات)
- گلف (۲) (جزئیات)
- ژیمناستیک  (جزئیات) 
  -  ژیمناستیک هنری (14)
  -  ژیمناستیک هنری (8)
  -  ترامپولین (4)
- هندبال (۲) (جزئیات)
- جودو (۱۵) (جزئیات)
- کاراته (۱۲) (جزئیات)
- پنج‌گانه مدرن (۵) (جزئیات)
- راکت‌بال (۷) (جزئیات)
- اسکیت  (جزئیات) 
  -  رول‌اسکیت هنری (2)
  -  اسکیت‌بردینگ (4)
  -  اسکیت سرعت این‌لاین (8)
- روئینگ (۱۵) (جزئیات)
- راگبی ۷ نفره (۲) (جزئیات)
- قایقرانی بادبانی (۱۳) (جزئیات)
- تیراندازی (۱۵) (جزئیات)
- صخره‌نوردی (۴) (جزئیات)
- اسکواش (۷) (جزئیات)
- موج‌سواری (۸) (جزئیات)
- تنیس روی میز (۷) (جزئیات)
- تکواندو (۱۳) (جزئیات)
- تنیس (۵) (جزئیات)
- ورزش سه‌گانه (۳) (جزئیات)
- والیبال
  -  والیبال ساحلی (۲) (جزئیات)
  -  والیبال (۲) (جزئیات)
- اسکی روی آب (۱۰) (جزئیات) 
  -  اسکی روی آب (8)
  -  ویک برد (2)
- وزنه‌برداری (۱۰) (جزئیات)
- کشتی  (جزئیات) 
  -  کشتی آزاد (12)
  -  کشتی فرنگی (6)

## کشورهای شرکت‌کننده

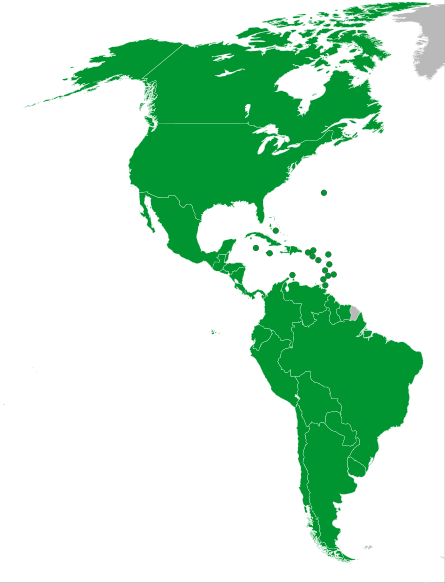
کشورهای شرکت‌کننده

| - آنتیگوا و باربودا (8) - آرژانتین (508) - آروبا (14) - باهاما (20) - باربادوس (29) - بلیز (6) - برمودا (11) - بولیوی (69) - برزیل (619) - جزایر ویرجین بریتانیا (4) - کانادا (469) - جزایر کیمن (7) - شیلی (664) (Host) - کلمبیا - کاستاریکا (91) - کوبا - دومینیکا (5) - جمهوری دومینیکن - اکوادور (175) - السالوادور (80) - گرنادا (7) - گویان (19) - هائیتی (14) - هنگ کنگ (42) - تیم ورزشکاران مستقل در بازی‌های بازی‌های پان امریکن ۲۰۲۳ (105) - جامائیکا (90) - مکزیک (524) - نیکاراگوئه (24) - پاناما (86) - پاراگوئه (117) - پرو (216) - پورتوریکو (174) - سنت لوسیا (4) - سنت کیتس و نویس (5) - سنت وینسنت و گرنادین‌ها (4) - سورینام (6) - ترینیداد و توباگو (63) - ایالات متحده آمریکا (631) - اروگوئه (178) - ونزوئلا (252) - جزایر ویرجین (12) |